# Franz Gros

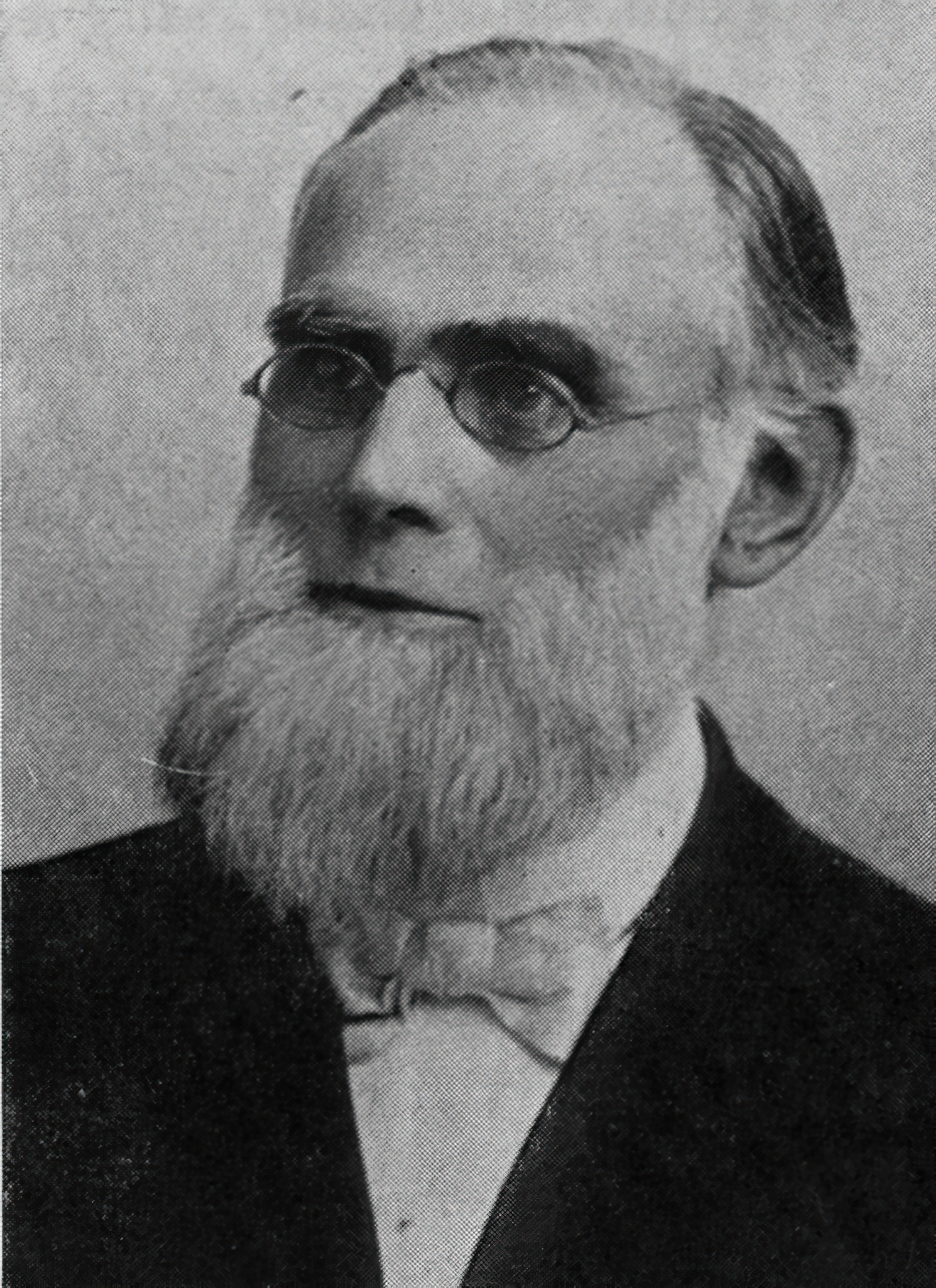
Franz Friedrich Karl Gros

Franz Friedrich Karl Gros (* 4. November 1833 in Darmstadt; † 18. Februar 1905 in Bensheim, beerdigt in Darmstadt) war Verwaltungsjurist und Kreisrat in einigen hessischer Kreise.

## Familie
Seine Eltern waren Georg Gros (1807–1885), Advokat am Hofgericht Darmstadt, und Luise, geborene Balser, deren Vater der Kriegsrat Johann Ludwig Balser war. Franz Gros heiratete 1867 Johanna Roessler (1835–1912), Tochter des Oberbaurats und Münzmeisters Hector Roessler, Gründer der Degussa. Die Familie war evangelisch, der Vater aber römisch-katholisch.

## Karriere
Gros studierte ab Wintersemester 1851/52 Rechtswissenschaft an den Universitäten Gießen und Heidelberg. In Gießen war er Mitglied des Corps Teutonia.
1867 wurde er Assessor beim Kreis Gießen. Die Verwaltung des Kreises Gießen war personell und institutionell eng mit der Verwaltung der Provinz Oberhessen verbunden. Dort arbeitete er ab 1869 in der Gewerbeaufsicht. 1874 wechselte er als Assessor zum Kreis Bensheim und 1881 als Regierungsrat in die Verwaltung der Provinz Starkenburg in Darmstadt. 1885 wurde er Kreisrat in Oppenheim, 1888 im Kreis Worms und 1894 im Kreis Bensheim. 1903 trat er in den Ruhestand.

## Weitere Engagements
- 1881 Mitglied der Zivildiener-Witwenkasse-Kommission[1]

## Ehrungen
- 1889 Preußischer Kronenorden III. Klasse[1]
- 1892 Ritterkreuz I. Klasse des Verdienstordens Philipps des Großmütigen[1]
- 1895 Geheimer Regierungsrat[1]
- 1895 Ehrenkreuz des Verdienstordens Philipps des Großmütigen[1]
- 1903 Komturkreuz II. Klasse des Verdienstordens Philipps des Großmütigen[1]